# Raiffeisenbank Baiertal
Die Raiffeisenbank Baiertal eG ist eine Genossenschaftsbank mit Sitz im Stadtteil Baiertal in der baden-württembergischen Stadt Wiesloch im Rhein-Neckar-Kreis.  

## Geschichte
Am 26. Februar 1898 erfolgte in der früher selbstständigen Gemeinde Baiertal die Gründung einer Genossenschaft mit 56 Mitgliedern unter der Bezeichnung Landwirtschaftlicher Lagerhaus-, Vorschuß- und Kreditverein. 1965 wuchs die Zahl der Beschäftigten von 3 auf 8. 
Die zu diesem Zeitpunkt als Spar- und Darlehnskasse eGmbH Baiertal firmierende Genossenschaft fusionierte 1971 mit der Spar- und Darlehenskasse Horrenberg eGmbH mit dem Sitz in Horrenberg und der Raiffeisenkasse eGmbH Balzfeld mit dem Sitz in Balzfeld zur Raiffeisenbank eGmbH Baiertal. Im Jahr 2009 erfolgte eine weitere Umbenennung in Raiffeisen Privatbank eG und mit Eintragung vom 1. Juli 2021 in die heutige Firmierung Raiffeisenbank Baiertal eG.

## Rechtsverhältnisse
Die Raiffeisenbank Baiertal eG ist im Genossenschaftsregister beim Amtsgericht Mannheim unter GnR 350007 eingetragen.

## Organisationsstruktur
Rechtsgrundlagen sind das Genossenschaftsgesetz und die durch die Generalversammlung beschlossene Satzung. Organe der Bank sind der Vorstand, der Aufsichtsrat und die Generalversammlung.

## Sicherungseinrichtung
Die Raiffeisenbank Baiertal eG ist der amtlich anerkannten Sicherungseinrichtung des Bundesverbandes der Deutschen Volksbanken und Raiffeisenbanken GmbH und der zusätzlichen freiwilligen Sicherungseinrichtung des Bundesverbandes der Deutschen Volksbanken und Raiffeisenbanken e.V. angeschlossen.

## Geschäftsausrichtung
Die Raiffeisenbank Baiertal eG betreibt das Universalbankgeschäft. Im Verbundgeschäft arbeitet sie mit der DZ Bank, R+V Versicherung, Bausparkasse Schwäbisch Hall, Teambank, VR Leasing,  DZ Hyp und der Union Investment zusammen.

## Geschäftsgebiet
Das Geschäftsgebiet liegt im Süden des Rhein-Neckar-Kreises. 
An diesen Orten betreibt die Bank Filialen:
- Baiertal (Hauptstelle, jur. Sitz)
- Horrenberg (Geschäftsstelle)

In Wiesloch hat auch die Volksbank Kraichgau eG ihren Sitz.

## Sonstiges
Im Jahr 2019 musste die Bank einen Schaden in Millionenhöhe durch einen Kreditbetrüger (Zeitraum 2016 bis 2018) feststellen. Die Sicherungseinrichtung des Bundesverbandes der Deutschen Volksbanken und Raiffeisenbanken hat in diesem Zusammenhang Stützungsmaßnahmen in Form einer Garantie von insgesamt 5,0 Mio. EUR gewährt. Die Höhe dieser Verpflichtung beläuft sich per 31. Dezember 2023 auf 2,0 Mio. EUR.